# Метлен
Метлен (нем. Mettlen) — населённый пункт в Швейцарии, в кантоне Тургау.
Входит в состав округа Вайнфельден. Находится в составе коммуны Буснанг. Население составляет 393 человека (на 2006 год).